# Bodil Jørgensen
Bodil Jørgensen (født 3. marts 1961 i Vejle) er en dansk skuespiller opvokset i Vejen. Hun har modtaget en række priser herunder en  Robert og en Bodil i 1999 for sin hovedrolle i Idioterne .

## Liv og karriere
Under sine studier i engelsk litteratur på Aarhus Universitet begyndte hun en uddannelse til skuespiller, som hun siden afsluttede fra Statens Teaterskole i 1990. Hun har hovedsageligt slået sine folder på forskellige teatre, bl.a. Jomfru Ane Teatret og siden 1996 på Det Kongelige Teater, men hun har også haft markante roller på film, heriblandt store roller i Lars von Triers Idioterne og Fruen på Hamre. Hun medvirkede i 2005 i Jul I Valhal.
Da Jørgensen var 27 år gammel, befandt hun sig i toget, der blev afsporet i Sorø-ulykken den 25. april 1988, en af Danmarkshistoriens værste togulykker, der endte med at koste 8 mennesker livet. Jørgensen slap fra ulykken med en hudafskrabning.
Under optagelserne til filmen Far til fires vilde ferie i juni 2014 på Mandø, faldt Jørgensen af en traktor uden førerhus, og pådrog sig omfattende skader efter at være blevet ramt af denne. Filmselskabet ASA Film blev sigtet for overtrædelse af Arbejdsmiljøloven og betalte en bøde på 70.000.

## Filmografi

### Film
| År   | Titel                                     | Rolle                | Noter  |
| ---- | ----------------------------------------- | -------------------- | ------ |
| 1992 | Planetens spejle                          | Videnskabskvinden    |        |
| 1992 | Russian Pizza Blues                       | Lottes veninde       |        |
| 1995 | Kun en pige                               | Gudrun               |        |
| 1997 | Sunes familie                             | Sygeplejerske        |        |
| 1997 | Nonnebørn                                 | Søster Augustina     |        |
| 1998 | Idioterne                                 | Karen                |        |
| 1999 | Klinkevals                                | Josephine            |        |
| 2000 | Juliane                                   | Josephine            |        |
| 2000 | Fruen på Hamre                            | Bente                |        |
| 2001 | Send mere slik                            | Lissi Grise Knud     |        |
| 2001 | At klappe med een hånd                    | Enke                 |        |
| 2003 | De grønne slagtere                        | Tina                 |        |
| 2004 | Silkevejen                                | Ellen                |        |
| 2005 | Anklaget.                                 | Skolepsykolog        |        |
| 2005 | Voksne mennesker                          | Gunvor               |        |
| 2006 | Der var engang en dreng                   | Karin fra kommunen   |        |
| 2007 | Hjemve                                    | Myrtle               |        |
| 2007 | De unge år                                | Katrine Bonfils      |        |
| 2007 | Til døden os skiller                      | Sygeplejerske        |        |
| 2008 | Frode og alle de andre rødder             | Fru Rask             |        |
| 2008 | Frygtelig lykkelig                        | Bartender            |        |
| 2008 | DeUSYNLIGE                                | Dansk kone           |        |
| 2009 | Se min kjole                              | Barbaras mor         |        |
| 2009 | Winnie & Karina - The Movie               | Gerda                |        |
| 2009 | Oldboys                                   | Bente                |        |
| 2010 | Hævnen                                    | Skoleinspektør       |        |
| 2010 | Smukke mennesker                          | Ingeborg             |        |
| 2012 | Hvidsten Gruppen                          | Gudrun Fiil          |        |
| 2012 | Den skaldede frisør                       | Lizzie               |        |
| 2014 | Far til fire - Onkel Sofus vender tilbage | Fru Sejersen         |        |
| 2014 | All Inclusive                             | Lise                 |        |
| 2015 | Mennesker bliver spist                    | Ingelise             |        |
| 2015 | Mænd og høns                              | Ellen                |        |
| 2015 | En chance til                             | Retsmediciner        |        |
| 2016 | Forældre                                  | Vibeke               |        |
| 2016 | Den magiske juleæske                      | Inger                | Stemme |
| 2017 | Aldrig mere i morgen                      | Englen               |        |
| 2019 | Kollision                                 | Elin                 |        |
| 2020 | De forbandede år                          | Eva Skov             |        |
| 2021 | Hvor kragerne vender                      | Jane                 |        |
| 2022 | Hvidsten Gruppen II                       | Gudrun Fiil          |        |
| 2022 | Stille liv                                | Karen                |        |
| 2023 | Meter i sekundet                          | Maj-Britt, dagplejer |        |
| 2024 | Rom                                       | Gerda                |        |

### Tv-serier
| År          | Titel               | Rolle                              | Noter                                    |
| ----------- | ------------------- | ---------------------------------- | ---------------------------------------- |
| 1995        | Alletiders nisse    | Bibliotekar                        | Afsnit 3, julekalender                   |
| 1997-1998   | Strisser på Samsø   | Bodega-Bodil                       | afsnit 1-7, 9-11                         |
| 2002        | Langt fra Las Vegas | Parterapeut                        | afsnit 16                                |
| 2003        | Er du skidt, skat?  | Bjørk Ramsig                       | afsnit 1, 8                              |
| 2003        | Jesus & Josefine    | Jytte                              | Afsnit 1-5, 8-10, 12, 16-17 julekalender |
| 2003 - 2006 | Krøniken            | Astrid Nørregaard                  | Afsnit 1, 3, 6, 13, 20, 22               |
| 2005        | Jul i Valhal        | Sif                                | Afsnit 8, 20, 22-24 Julekalender         |
| 2008        | Album               | Musse Rolsted                      | afsnit 1-2, 4                            |
| 2009        | Gepetto News        | Fanny Frederiksen                  | sæson 3 episode 1                        |
| 2010        | Den 2. side         | Birthe                             | afsnit 2                                 |
| 2010        | Lærkevej            | Linda Wiberg                       | Afsnit 11                                |
| 2011        | Lykke               | Jette                              |                                          |
| 2012        | Limbo 2             |                                    |                                          |
| 2010-nu     | Rytteriet           | Trines mor, sønderjysk kone, m.fl. |                                          |
| 2013        | Det slører stadig   | apoteksdame                        |                                          |
| 2013-nu     | Badehotellet        | Molly Andersen                     |                                          |
| 2019        | Minkavlerne         | Sonja                              |                                          |
| 2020        | Julefeber           | Rigmor                             | Julekalender                             |
| 2020        | Jul med Trines mor  | Trines mor                         | Voksen-julekalender                      |

### Kabaret
- Den sidste turist i Europa - en Lulu Ziegler cabaret (2013) - opfører viser som Lulu Ziegler optrådte med.

Revy
- 2015: Tam Tam i Glassalen (Tivolirevyen)
- 2016: Tam Tam i Glassalen (Tivolirevyen)
- 2023: Cirkusrevyen

## Privatliv
Bodil Jørgensen har været gift med instruktøren Henrik Sartou, som hun har sønnen Johannes Sartou Jørgensen med. Siden har hun dannet par med filmfotografen Morten Søborg, med hvem hun har sønnen Østen og datteren Rigmor.

## Hædersbevisninger
- 1999 – Robert for bedste kvindelige hovedrolle for Idioterne.
- 1999 – Bodil for bedste kvindelige hovedrolle for Idioterne.[2]
- 2000 – Robertnomineret for bedste kvindelige birolle for Klinkevals.
- 2001 – Robertnomineret for bedste kvindelige hovedrolle for Fruen på Hamre.
- 2010 – Ridder af Dannebrog [9]
- 2011 – Robert for bedste kvindelige birolle for Smukke mennesker.[3]
- 2011 – Olaf Poulsens Mindelegat[10]
- 2011 – Teaterpokalen.[3]
- 2013 – Robert for bedste kvindelige hovedrolle for Hvidsten Gruppen.[3]
- 2014 – Årets Dirch ved Revyernes Revy.[11]
- 2015 – Robert for bedste kvindelige hovedrolle for All Inclusive.[12]
- 2015 - Teaterflisen[13]
- 2017 - Robert for årets kvindelige birolle – tv-serie for Rytteriets jul
- 2019 - Rødekro Kulturpris
- 2020 – Niels Ebbesen Medaljen.[14]
- 2023 – Årets Dirch ved Revyernes Revy.[11]
- 2024 - Ridder af 1. grad af Dannebrogordenen[15]